# Vikings: Valhalla
Vikings: Valhalla ist eine international produzierte Fernsehserie und ein Spin-Off von Vikings.
Die erste Staffel wurde am 25. Februar 2022 und die zweite am 12. Januar 2023 auf Netflix veröffentlicht. Im Herbst 2023 gab Netflix die Einstellung der Serie nach der dritten Staffel bekannt. Diese erschien am 11. Juli 2024.

## Handlung und Hintergrund
Die Serie beginnt zum Ende der Wikingerzeit, ein Jahrhundert nach den Geschehnissen aus der Mutterserie. Der Grönländer Leif Erikson, der um das Jahr 1000 als erster bekannter Europäer den Nordatlantik überquerte und Nordamerika betrat, findet sich eines Tages mit seiner Halbschwester Freydís Eiríksdóttir in der (fiktiven) Wikingerstadt Kattegat wieder, um ein altes Verbrechen an ihr zu rächen. Zur selben Zeit versammeln sich dort viele Wikingerstämme, angeführt vom König Knut dem Großen und Harald III. von Norwegen, um das St.-Brice’s-Day-Massaker des englischen Königs an ihrem Volk in England zu rächen.
Ein Thema, das immer wieder angesprochen wird, sind die anhaltenden Spannungen zwischen Wikingern, die an ihren alten Traditionen und Göttern (u. a. Odin) festhalten, und jenen, die zum Christentum konvertiert sind.

## Dreharbeiten und Filmstab
Die Dreharbeiten zu Vikings: Valhalla begannen Anfang Oktober 2020 in den Ashford Studios in Wicklow, wo bereits Vikings gedreht wurde. Die Dreharbeiten waren wegen – wie sich im Nachhinein herausstellte – falsch-positiver COVID-19-Tests teilweise unterbrochen. Im November 2021 waren die Dreharbeiten der zweiten Staffel abgeschlossen.
Regisseur Jeb Stuart ist Showrunner und zusammen mit Michael Hirst leitender Produzent. Zu den weiteren Regisseuren gehören Niels Arden Oplev, Steve Saint Leger (der bereits bei mehreren Episoden von Vikings Regie geführt hatte) und Hannah Quinn.
An Vikings: Valhalla beteiligte Produzenten sind Morgan O’Sullivan, Sheila Hockin, Steve Stark, James Flynn, John Weber, Sherry Marsh, Alan Gasmer und Paul Buccieri. Produziert wurde die Serie von dem zu Metro-Goldwyn-Mayer gehörenden Studio MGM Television, das bereits an der Produktion von Vikings beteiligt war.

## Episodenliste

### Staffel 1
| Nr. (ges.) | Nr. (St.) | Deutscher Titel                | Originaltitel                | Regie             | Drehbuch          |
| ---------- | --------- | ------------------------------ | ---------------------------- | ----------------- | ----------------- |
| 1          | 1         | Die Grönländer                 | The Greenlanders             | Niels Arden Oplev | Jeb Stuart        |
| 2          | 2         | Ein Wikinger                   | Viking                       | Steve Saint Leger | Jeb Stuart        |
| 3          | 3         | Das Marschland                 | The Marshes                  | Steve Saint Leger | Vanessa Alexander |
| 4          | 4         | Die Brücke                     | The Bridge                   | Steve Saint Leger | Declan Croghan    |
| 5          | 5         | Ein Wunder                     | Miracle                      | Hannah Quinn      | Eoin McNamee      |
| 6          | 6         | Die letzte Tochter von Uppsala | The Last Daughter of Uppsala | Hannah Quinn      | Vanessa Alexander |
| 7          | 7         | Entscheidungen                 | Choices                      | David Frazee      | Declan Croghan    |
| 8          | 8         | Das Ende vom Anfang            | The End of the Beginning     | David Frazee      | Eoin McNamee      |

### Staffel 2
| Nr. (ges.) | Nr. (St.) | Deutscher Titel           | Originaltitel      | Regie           | Drehbuch          |
| ---------- | --------- | ------------------------- | ------------------ | --------------- | ----------------- |
| 9          | 1         | Das Symbol des Schicksals | The Web of Fate    | Ciaran Donnelly | Jeb Stuart        |
| 10         | 2         | Säulen des Glaubens       | Towers of Faith    | Ciaran Donnelly | Declan Croghan    |
| 11         | 3         | Stücke der Götter         | Pieces of the Gods | Monika Mitchell | Vanessa Alexander |
| 12         | 4         | Die Schmelze              | The Thaw           | Monika Mitchell | Eoin McNamee      |
| 13         | 5         | Geburt und Wiedergeburt   | Birth and Rebirth  | Jan Matthys     | Niall Queenan     |
| 14         | 6         | Vertrauensvorschuss       | Leap of Faith      | Jan Matthys     | Niall Queenan     |
| 15         | 7         | Die Petschenegen          | Pecheneg           | Emer Conroy     | Vanessa Alexander |
| 16         | 8         | Die Abrechnung            | The Reckoning      | Emer Conroy     | Declan Croghan    |

### Staffel 3
| Nr. (ges.) | Nr. (St.) | Deutscher Titel        | Originaltitel        | Regie        | Drehbuch          |
| ---------- | --------- | ---------------------- | -------------------- | ------------ | ----------------- |
| 17         | 1         | Sieben Jahre später    | Seven Years Later    | David Frazee | Rachel Kilfeather |
| 18         | 2         | Ehre und Unehre        | Honour and Dishonour | David Frazee | Jessica Sinyard   |
| 19         | 3         | Verloren               | Lost                 | Hannah Quinn | Delinda Jacobs    |
| 20         | 4         | Das Ende von Jomsborg  | The End of Jomsborg  | Hannah Quinn | Alex Straker      |
| 21         | 5         | Grönland               | Greenland            | Jan Matthys  | Katie Baxendale   |
| 22         | 6         | Rückkehr nach Kattegat | Return to Kattegat   | Jan Matthys  | Dana Fainaru      |
| 23         | 7         | "Hardrada"             | "Hardrada"           | Emer Conroy  | Daisy Martey      |
| 24         | 8         | Schicksale             | Destinies            | Emer Conroy  | Declan Croghan    |

## Besetzung und Synchronisation
Die deutschsprachige Synchronisation entstand bei der FFS Film- & Fernseh-Synchron GmbH in Berlin nach Dialogbüchern von Sven Hasper und Kim Hasper, der auch die Dialogregie führte.

### Hauptbesetzung
| Rolle                    | Schauspieler                | Synchronsprecher |
| ------------------------ | --------------------------- | ---------------- |
| Leif Eriksson            | Sam Corlett                 | Amadeus Strobl   |
| Olav II. Haraldsson      | Jóhannes Haukur Jóhannesson | Daniel Fehlow    |
| Freydís Eiríksdóttir     | Frida Gustavsson            | Yvonne Greitzke  |
| Godwin von Wessex        | David Oakes                 | Sven Hasper      |
| Harald III. von Norwegen | Leo Suter                   | Marcel Collé     |
| Estrid Håkon             | Caroline Henderson          | Mareile Moeller  |
| Emma von der Normandie   | Laura Berlin                | Laura Berlin     |
| Knut der Große           | Bradley Freegard            | Matti Klemm      |

### Nebenbesetzung
| Rolle                           | Schauspieler           | Synchronsprecher   |
| ------------------------------- | ---------------------- | ------------------ |
| Liv                             | Lujza Richter          | Lujza Richter      |
| Ælfgifu von Northampton         | Pollyanna McIntosh     | Sarah Riedel       |
| Æthelred                        | Bosco Hogan            | Jan Spitzer        |
| Jarl Gorm                       | Julian Seager          |                    |
| Jarl Kåre                       | Asbjørn Krogh Nissen   | Martin Kautz       |
| Arne Gormsson                   | Pääru Oja              |                    |
| Earl of East Anglia             | Gavin O’Connor         | Roman Kretschmer   |
| Hallbjorn                       | James Ballanger        |                    |
| Astrid Olofsdotter              | Álfrún Laufeyjardóttir |                    |
| Toke                            | Jack Mullarkey         |                    |
| Edmund II. von England          | Louis Davison          | Christian Zeiger   |
| Kolbein der Starke              | Ethan Dillon           |                    |
| Earl of Sussex                  | Mark Huberman          |                    |
| Johan                           | Jaakko Ohtonen         |                    |
| Gytha                           | Henessi Schmidt        |                    |
| Yngvi                           | Brian Robinson         |                    |
| Olof Skötkonung                 | Kenneth M. Christensen |                    |
| Earl of Kent                    | Alan Devine            |                    |
| Eadric Streona (Earl of Mercia) | Gavin Drea             |                    |
| Altöra                          | Annabelle Mandeng      | Annabelle Mandeng  |
| Njall                           | Gavan O'Connor-Duffy   |                    |
| Birger                          | Frank Blake            | Timo Weisschnur    |
| Ogda                            | Bill Murphy            |                    |
| Merin                           | Yvonne Mai             |                    |
| Birkir                          | Joakim Nätterqvist     |                    |
| Seiðr (Seher)                   | John Kavanagh          | Rainer Gerlach     |
| Romanos IV.                     | Nikolai Kinski         | Peter Lontzek      |
| Jorundr                         | Stanislav Callas       | Sebastian Kluckert |